# Big Cheese
«Big Cheese» es una canción de la banda estadounidense de grunge, Nirvana. Esta canción apareció primero como lado B en el primer sencillo de la banda «Love Buzz», lanzado en 1988. Esta canción fue lanzada después en su álbum debut de 1989 titulado Bleach.

## Significado
La canción describe a uno de los antiguos productores de la banda Nirvana y la relación entre Kurt Cobain y su novia en ese tiempo Tracy Marander. Su novia le pidió que consiguiera un trabajo ("Ella dice/Ve a la oficina") y también habla acerca de las autoridades ("Gran jefe/Haz me). 
Chuck Crisafulli, en su libro "Teen Spirit", sugiere que esta canción es acerca del subjefe de Sub Pop, "Jonathan Poneman".

## Lanzamientos
Una versión en vivo de «Big Cheese» grabada el 23 de junio de 1989, en la tienda de discos Rhino Records en Los Ángeles, California, fue lanzada en el DVD del box set With the Lights Out del año 2004,
No estaba en la versión LP de Sub Pop pero estuvo en la versión LP de Tupelo Records que sacaba «Love Buzz».